# Silke Schwager-Braun
Silke Schwager-Braun, née le 8 avril 1969 à Oberwiesenthal, est une fondeuse suisse d'origine allemande.